# Асканиш
Аскани́ш (рос. Асканыш, башк. Асканыш) — присілок у складі Іглінського району Башкортостану, Росія. Входить до складу Івано-Казанської сільської ради.
Населення — 46 осіб (2010; 1 в 2002).
Національний склад:
- росіяни — 100 %